# Edward Eggleston

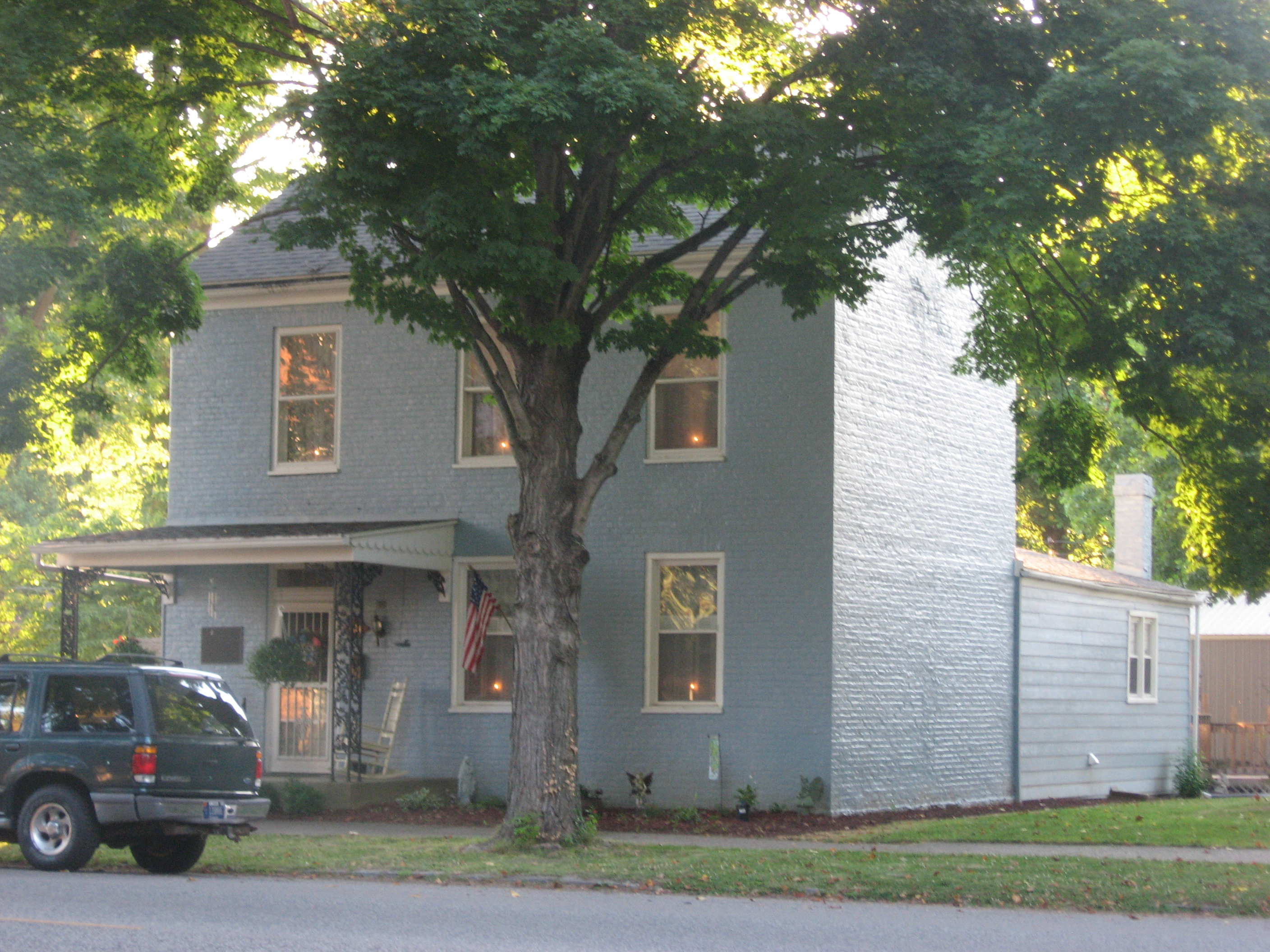
Het huis in Vevay waar Eggleston zijn jeugd doorbracht.

Edward Eggleston (Vevay, 10 december 1837 - 3 september 1902) was een Amerikaans historicus en romanschrijver. 
In de loop van zijn leven was Eggleston pastor in Indiana en Minnesota (1857-1866), mederedacteur  van The Little Corporal in Chicago (1866-1867), redacteur van The National Sunday School Teacher in Chicago (1867-1870), literair redacteur en later hoofdredacteur van The Independent in New York (1870-1871), en redacteur van Hearth and Home in 1871-1872. Daarna was hij predikant van de kerk van Christian Endeavour in Brooklyn (1874-1879). Van 1880 tot zijn dood op 2 september 1902 wijdde hij zich in zijn huis aan Georgemeer in New York (Owl's Nest) aan literair werk.

## Belangrijkste werken
Romans
- The Hoosier Schoolmaster, 1871
- The End of the World, 1872
- The Mystery of Metropolisville, 1873
- The Circuit Rider, 1874
- Roxy, 1878
- The Graysons, 1888
- The Faith Doctor, 1891
- Duffels (short stories), 1893

Jeugdliteratuur
- Mr. Blake's Walking Stick, 1870
- Tecumseh and the Shawnee Prophet, 1878
- Pocahontus and Powhatan, 1879
- Montezuma, 1880
- The Hoosier Schoolboy, 1883
- Queer Stories for Boys and Girls, 1884
- Home History of the United States, 1889

Geschiedenis
- A History of the United States and Its People, 1888
- The Beginners of a Nation, 1896
- The Transit of Civilization From England to America, 1901
- New Centennial History of the United States, 1904

- Bibsys: 90253791
- CiNii: DA04200817
- Gemeinsame Normdatei: 118681702
- International Standard Name Identifier: 0000 0001 0984 5366
- Library of Congress Control Number: n50031795
- Bibliotheek van het Japanse parlement: 00766104
- Nationale Bibliotheek van Israël: 987007280295905171
- Nederlandse Thesaurus van Auteursnamen: 07429282X
- PIC: 173460
- SNAC: w6f76d83
- Système universitaire de documentation: 07067602X
- Virtual International Authority File: 166590952